# Crematogaster atitlanica
Crematogaster atitlanica är en myrart som beskrevs av Wheeler 1936. Crematogaster atitlanica ingår i släktet Crematogaster och familjen myror. Inga underarter finns listade i Catalogue of Life.